# Nyssoprosopa pollinosa
Nyssoprosopa pollinosa är en tvåvingeart som beskrevs av Hull 1962. Nyssoprosopa pollinosa ingår i släktet Nyssoprosopa och familjen rovflugor.
Artens utbredningsområde är Paraguay. Inga underarter finns listade i Catalogue of Life.